# SORIN号
SORIN号（そうりんごう）は、京都・大阪・神戸 - 中津・別府・大分間を運行する夜間高速バスである。
愛称である「SORIN」とは、大分県を代表する歴史上の人物であり、戦国時代に現在の大分県を中心に勢力を誇ったキリシタン大名「大友宗麟（そうりん）」に由来し、名前の部分をローマ字化している。
当項目では、かつて大阪と大分を結んでいた「エメラルド号」と「ゆのくに号」についても述べる。

## 沿革
- 1990年（平成2年）
  - 7月17日 - ゆのくに号運行開始（小倉東IC - 大分新川間延長120.8km）[2]。エメラルド号運行開始（大阪あべの橋 - 別府 - 金池ターミナル）[2][3]。
  - 11月1日 - ゆのくに号経路変更、中津及び別府北浜周辺延長1.1km廃止0.5km。
- 1991年（平成3年）7月1日 - ゆのくに号経路変更、別府北浜周辺廃止0.4km。
- 1994年（平成6年）3月1日 - ゆのくに号、大阪 - 別府・大分線運行休止。
- 1996年（平成8年）
  - 3月23日 - エメラルド号、なんばOCAT乗り入れ開始。
  - 8月2日 - エメラルド号、佐伯駅前まで運行区間を延長。
- 1997年（平成9年）6月2日 - エメラルド号運行休止。
- 1999年（平成11年）2月21日 - ゆのくに号廃止。
- 2011年（平成23年）12月21日 - SORIN号運行開始[4][5]。
- 2019年（平成31年・令和元年）
  - 4月1日 - SORIN号の運行会社であった大分交通・亀の井バスの2社がこの日を以って運行から撤退。以降は近鉄バス・大分バスの2社による運行となる[6]。
  - 6月21日 - 運賃改定[7]。
- 2020年（令和2年）
  - 4月10日 - 新型コロナウイルス感染拡大の影響により、この日の出発便より同年7月1日出発便まで運休[8][9]。
  - 7月2日 - この日の出発便より運行を再開[10][11]。
- 2021年（令和3年）
  - 1月20日 - この日の出発便より同年3月10日出発便まで運休[12][13][14]。
  - 3月11日 - この日の出発便より運行を再開[14]。
- 2022年（令和4年）
  - 9月20日 -この日出発便より経路変更・停留所の新設（ユニバーサル・スタジオ・ジャパン（大分発のみ））・廃止（大阪あべの橋）、およびカレンダー運賃制に移行[15]。

## SORIN号
「エメラルド号」・「ゆのくに号」においては関西側の停留所は大阪市内のみ（ゆのくに号は兵庫県内の一部にも停車）であったが、本路線においては京都府京都市・兵庫県神戸市からも利用可能となった。沿革にもあるように、当初は大分交通・亀の井バスの2社を含めた合計4社で（近鉄は隔日・大分側は3社によるローテーション）運行していたが、2019年3月末を以って撤退したため現在は下記2社にて運行しており、結果的にはかつての「エメラルド号」と同じ陣営が残った格好となっている。

### 運行会社
- 近鉄バス（担当営業所：稲田営業所[16]）
- 大分バス（担当営業所：大分中央営業所）

### 運行経路・停車箇所
太字は停車停留所。関西圏内ならびに大分県内間の相互利用は不可。
京都駅八条口 - 京都南IC - （名神高速道路） - 豊中IC - （阪神高速道路） - 大阪駅前〈地下鉄東梅田駅〉 - 近鉄なんば駅西口〈OCAT〉 - ユニバーサル・スタジオ・ジャパン〈USJ〉 - （阪神高速道路） - 神戸三宮〈ミント神戸〉 - （阪神高速道路・神戸淡路鳴門自動車道・山陽自動車道・関門橋・九州自動車道・東九州自動車道） - 苅田北九州空港IC - （国道10号） -中津サンライズホテル前 - 宇佐法鏡寺 - 別府北浜 - 大分〈中央通り〉 - 大分新川
- 2016年3月19日より京都駅八条口の乗り場が、「新・都ホテル前」から駅側の新バス乗降所F3バス停に変更になった。
- 神戸・大阪・京都行きは九州道吉志PA、大分行きは阪神高速道路中島PAにてそれぞれ乗客開放の途中休憩をおこなう[17]。
- 大阪マラソン開催時は、一部区間で交通規制が実施されるため、なんばOCATは休止する。
- 大阪駅前（地下鉄東梅田駅）は定期便（1号車）のみ乗降扱いを行い、臨時便（2号車以降）は停車しない。
- ユニバーサル・スタジオ・ジャパン〈USJ〉は京都行きのみが停車（降車のみ）、大分行きは無停車。

### 車両・車内設備
- ハイデッカー
  - 近鉄：日野セレガ（現行型・ジェイバス製造）
  - 大バ：三菱エアロエース、いすゞ・ガーラ
- 3列独立シート
- トイレ
- 毛布・スリッパ(毛布は新型コロナウイルス感染対策の為貸出中止)
- 座席コンセント(又はUSB電源)
- 除菌装置(近鉄バスのみ)
- 仕切りカーテン
- 車内Free Wi-Fi

座席は全席指定席で事前に予約が必要。インターネットでの予約は「ハイウェイバスドットコム」または「発車オ〜ライネット」で取り扱う。

## エメラルド号（廃止）

### 概要
大阪あべの橋・上本町バスセンター・なんば⇔別府・大分・佐伯

### 運行会社
- 近畿日本鉄道（担当営業所：稲田営業所）
- 大分バス（担当営業所：高城営業所）

※当時、大分バスは近鉄グループの会社であった。

### 運行経路・停車箇所（最末期の頃）
太字は停車していた停留所
大阪あべの橋バスステーション - 大阪上本町バスターミナル - OCAT〈近鉄難波駅西口〉 - （阪神高速道路・中国自動車道・播但連絡道路・山陽自動車道・中国自動車道・関門橋・九州自動車道・国道10号） - 別府ドライブイン - 大分トキハ前 - （米良有料道路・国道10号） - 臼杵・辻ロータリー - 津久見・桜ヶ瀬 - 佐伯駅前
- 別府ドライブインは別府観光港付近にあった大分バス運営の施設[18]。別府市の中心部にある別府駅や北浜ターミナルは大分バスの停留所がないため[19]この場所に停車していた。また、佐伯に延長する前は、大分の起終点は金池ターミナルであった。

### 車両・車内設備

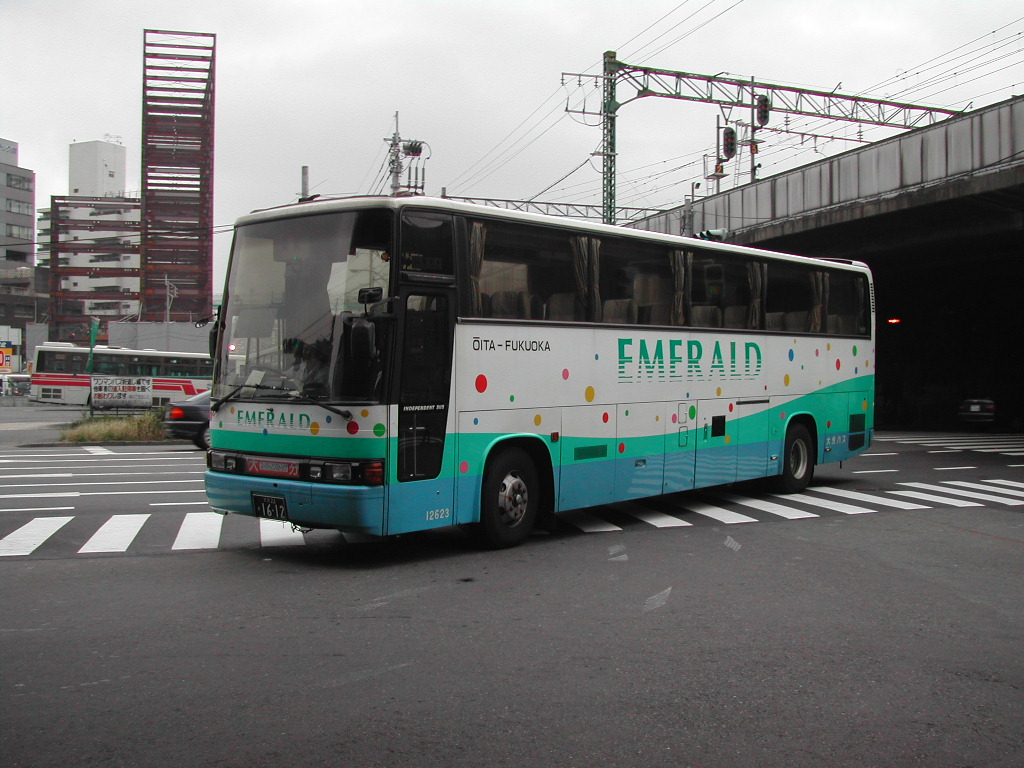
大分バス
（写真の車両は福岡線に転用後）

両社とも日野RUグランデッカ（スーパーハイデッカー）で乗客定員28名の3列独立シート車を使用し、車内はトイレ、自動車電話、車内オーディオ（テレビ・ビデオ・マルチステレオ）、飲み物サービスなどを備えていた。塗装は両社共通の当路線専用オリジナル塗装を纏い、大分バスではその後ぶんご号にも同じカラーリングが流用される。路線廃止後は両社共に他路線へ転用されたが、現在はいずれも廃車となっている。

## ゆのくに号（廃止）

### 概要
ゆのくに号は、かつて大阪と中津・別府・大分を結んでいた路線。
上記のエメラルド号と同じ日に運行を開始。前者が大阪市の南側（天王寺区・阿倍野区）発着とは対照的に、本路線は北側の客層をターゲットとし、大阪最大の繁華街・ビジネス街で、西日本最大のターミナル駅と言われる大阪駅が位置する梅田を発着点とし、兵庫県内の一部にも客扱いを行っていた。
運行開始当初はそこそこの利用があり、エメラルド号とは良き競合相手であったが、バブル崩壊後は利用率が減少した事により、その結果、運行開始から4年あまりで運行休止し、のち正式に廃止となった。
本路線の休止から21年後の2015年9月12日からは大分側3社と西鉄バス北九州が運行する高速バス「北九州 - 別府・大分線」の愛称として本路線と同名である「ゆのくに号」の名称が用いられていた（こちらも2023年3月限りで廃止）。

### 運行会社
- 阪急バス
- 亀の井バス
- 大分交通

阪急バスは隔日（夜行0.5往復）運行、亀の井・大分交通は2社によるローテーション運行（単純に計算すると4日に1回の夜行0.5往復）となっていた。

### 運行経路・停車箇所（最末期の頃）
太字は停車していた停留所
大阪梅田（阪急三番街高速バスターミナル） - （国道423号新御堂筋） - 新大阪（阪急バスセンター） - 千里ニュータウン  - 千里中央 - （大阪府道大阪中央環状線） - 中国池田IC - （中国自動車道） - 宝塚IC - 西宮名塩 - 西宮北IC - （山陽自動車道・中国自動車道・関門橋・九州自動車道） - 小倉東IC - （国道10号） - 中津駅前 - 宇佐宝鏡寺 - 別府北浜 - 大分（トキハ/フォーラス前） - 大分新川
- 停留所が別府以南のエメラルド号とは対照的に、大分交通・亀の井バスの運行エリアである県北部に停留所を設置していた。SORIN号として運行開始時には、大分県内はゆのくに号の停留所に準じたものとなった。

### 車両・車内設備
3社ともトイレ付きの独立3列シート仕様（定員28名乗り）スーパーハイデッカーを使用し、車内は自動車電話・ビデオ・マルチステレオやおしぼり・飲み物などの各種サービスをおこなっていた。